# Richard Warwick
Richard Warwick, född Richard Carey Winter den 29 april 1945 i Meopham, Kent, England, död 16 december 1997 i St John's Wood, London, var en engelsk skådespelare.
Warwick föddes som den tredje av fyra söner, och växte upp i det engelska samhället Meopham i Kent. Han filmdebuterade i Franco Zeffirellis filmatisering av Romeo och Julia  från 1968, i rollen som Gregory. Därefter medverkade han i filmer som If.... , Nicholas och Alexandra samt i Derek Jarmans första film, Sebastiane.
I tv-sammanhang är han mest känd för sina roller i komediserien Please Sir!, där han spelade en av huvudkaraktärens lärarkollegor, och i London Weekend Televisions komediserie Just en snygg historia, där han gestaltade svågern till Judi Denchs rollfigur. Han spelade också Uncas i tv-serien Den siste mohikanen (1971). Hans sista roll var som tjänaren John i Zeffirellis filmatisering av Jane Eyre från 1996.
Han avled 1997, 52 år gammal, i en aids-relaterad sjukdom. I en dödsruna citerade The Daily Telegraph regissören Lindsay Anderson, som sade ”Jag har aldrig mött en ung skådespelare som Richard! Utan minsta spår av fåfänga, helt naturlig men alltid fokuserad – han lyser upp varje filmruta han medverkar i.”

## Filmografi
| År   | Titel                                | Roll                           | Anmärkning      |
| ---- | ------------------------------------ | ------------------------------ | --------------- |
| 1968 | Romeo and Juliet                     | Gregory                        |                 |
| 1968 | If....                               | Wallace: Crusaders             |                 |
| 1969 | The Bed Sitting Room                 | Allan                          |                 |
| 1969 | The Vortex                           | Nicky                          | tv-film         |
| 1970 | First Love (tysk titel: Erste Liebe) | Löjtnant Belovzorov            |                 |
| 1970 | The Breaking of Bumbo                | Bumbo                          |                 |
| 1971 | Nikolaus och Alexandra               | Storfurst Dmitrij              |                 |
| 1972 | Alice i Underlandet                  | Spader 7                       |                 |
| 1975 | Confessions of a Pop Performer       | Petal (Kipper)                 |                 |
| 1976 | Sebastiane                           | Justin                         |                 |
| 1978 | Över alla hinder                     | Tim                            |                 |
| 1978 | Mannen i skuggan                     | Tornilla                       | svensk långfilm |
| 1979 | The Tempest                          | Antonio, hans bror             |                 |
| 1982 | Berusad av framgång                  | Teknisk direktör               |                 |
| 1984 | Johnny Dangerously                   | Fånge                          |                 |
| 1990 | Vit jägare, svart hjärta             | Basil Fields, brittisk partner |                 |
| 1990 | Hamlet                               | Bernardo                       |                 |
| 1991 | The Lost Language of Cranes          | Frank                          |                 |
| 1996 | Jane Eyre                            | John                           |                 |